# Буйлов, Андрей Александрович
Андрей Александрович Буйлов (род. Новочебоксарск) – российский военнослужащий, генерал-майор. Командующий 15-й отдельной гвардейской мотострелковой Александрийской бригадой. Герой России (2025). Участник российского вторжения на Украину.

## Биография
Родился в Новочебоксарске.
Проходил обучение в 13 и 14 школах Новочебоксарска.
В 2004 году окончил Казанское суворовское военное училище, в 2022 году — Общевойсковую ордена Жукова академию Вооружённых Сил РФ.
Принимал участие в российской военной операции в Сирии.
В 2023 году в звании подполковника был назначен командиром 15-й отдельной гвардейской мотострелковой Александрийской ордена Суворова бригады. 
В феврале 2025 года был повышен до генерал-майора.
23 февраля 2025 года президент России Владимир Путин присвоил Андрею Буйлову звание Героя России и вручил медаль «Золотая Звезда».

## Награды
- Герой России
- Медаль Жукова
- Медаль «За отвагу»